# Belastings- en aansluitfactor
Een belastingsfactor is een getal dat aangeeft hoe zwaar een apparaat zoals een (bedraad) telefoontoestel, antwoordapparaat, fax, modem of DECT-basisstation een openbaar telecommunicatienetwerk belast. Hiermee kan worden bepaald hoeveel apparaten op het netwerk mogen worden aangesloten. Aansluitfactor is een term voor in principe hetzelfde.

## Inleiding
Apparaten aangesloten op het openbare netwerk nemen stroom af en 'belasten' daardoor het netwerk. Nationaal en internationaal zijn daarom eisen gesteld aan de maximale belasting van telefoonlijnen. Deze maximale belasting wordt in het Nederlands taalgebied aangeduid met belastingsfactor (voorheen aansluitfactor), op Europees niveau met loading factor (LF), in de Verenigde Staten en Groot-Brittannië met ringer equivalence number (REN) en bijvoorbeeld in Canada met load number. Bij overschrijding van de maximale belasting is het mogelijk dat de apparaten niet meer goed functioneren of de telefoon niet meer overgaat en wordt onredelijk veel beslag gelegd op de beschikbare netwerkcapaciteit.
De belastingsfactor of aansluitfactor is vooral van belang bij parallel geschakelde apparaten, omdat de totale weerstand daarvan lager is dan de laagste van de afzonderlijke weerstanden, waardoor de apparaten gezamenlijk meer stroom afnemen dan één apparaat doet (wet van Ohm). Dit geldt niet alleen voor vaste weerstanden, maar ook voor elektrische componenten die een frequentieafhankelijke wisselstroomweerstand (impedantie) hebben, zoals spoelen. In serie geschakelde apparaten belasten het openbare netwerk juist minder, doordat de weerstanden bij elkaar opgeteld moeten worden.
Eind twintigste eeuw begon het Europees Telecommunicatie en Standaardisatie Instituut (ETSI) in opdracht van de Europese Commissie met de geleidelijke harmonisatie van de Europese standaarden voor telefoonaansluitingen en randapparatuur in een poging een einde te maken aan de verschillende technische eisen die tot dan toe in de Europese landen werden gesteld. De basis hiertoe was gelegd door een discussiestuk ('groenboek') van de commissie uit 1987 waarin de voortschrijdende technische ontwikkelingen in kaart waren gebracht en het verlangen naar marktliberalisatie en harmonisatie en daarmee verdere Europese integratie uiteen was gezet. Een onderdeel van de harmonisatie was de definitie van de belastingsfactor van apparatuur en de manier waarop deze factor (een getal tussen 0 en 100) kan worden berekend. Volgens de ETSI-norm moeten Europese PSTN-lijnen minimaal een belastingsfactor van 100 aankunnen, en parallel of in serie op een lijn aangesloten toestellen mogen dit getal daarom niet overschrijden. Het verschil met de oude Nederlandse 'aansluitfactor' is dat bij de berekening van de Europese belastingsfactor meer technische aspecten van het apparaat in aanmerking worden genomen en dat de aansluitfactor was gebaseerd op een willekeurige schaal van 0 tot 5 in plaats van 0 tot 100.
Hoewel de voorgeschreven capaciteit van het openbare netwerk op 100 is gesteld, kan de werkelijk beschikbare netwerkcapaciteit bij het aansluitpunt van een consument overigens variëren, doordat deze afhankelijk is van de tolerantiewaarden van de telefooncentrale en de lengte en kwaliteit van de abonneelijn. Woont een abonnee bijvoorbeeld dicht bij een centrale, dan is de lijnimpedantie lager en daarmee de belspanning hoger.

## Belastingsfactor

### Berekening
De belastingsfactor kan worden berekend door eerst de volgende metingen te verrichten, die alle hun eigen belastingsfactor opleveren.
| Toestand van apparaat | Te meten parameter                                                                                 | Waarde voor 100 LU | Belastingsfactor  |
| --- | -------------------------------------------------------------------------------------------------- | ------------------ | ----------------- |
| Rust, doorverbonden | Weerstand naar aarde                                                                               | R = 10 MΩ          | 1000/R            |
| Rust, doorverbonden | Impedantie naar aarde bij 50 Hz                                                                    | Z = 200 kΩ         | 20.000/Z          |
| Rust, doorverbonden | Gelijkstroomweerstand                                                                              | R = 1 MΩ           | 100/R             |
| Rust | Laagste impedantie bij 25 en 50 Hz                                                                 | Z = 4 kΩ           | 400/Z             |
| Rust, doorverbonden | Laagste impedantie in de frequentieband 0,3 tot 3,4 kHz                                            | Z = 10 kΩ          | 1000/Z            |
| Rust, doorverbonden | Laagste impedantie bij 12 en 16 kHz ± 1%                                                           | Z = 10 kΩ          | 1000/Z            |
| Rust | Gelijkstroom tijdens het rinkelen                                                                  | I = 0,6 mA         | 100×I/0,6         |
| Rust, lus | Laagste verlies door asymmetrische impedantie t.o.v. aarde in de frequentieband van 50 tot 3400 Hz | LCV = 46 dB        | 100×10(46-LCV)/20 |
| Doorverbonden | Laagste verlies door asymmetrische impedantie t.o.v. aarde in de frequentieband van 50 tot 3400 Hz | LCV = 46 dB        | 100×10(46-LCV)/20 |
| Rust, doorverbonden | Ruis                                                                                               | N = -64 dBmp       | 100×10(64+N)/10   |
| Afkortingen | |                    |                   |
| LU = Loading Unit ('belastingseenheid'). LCV = longitudinaal conversieverlies. dBmp = het aantal decibel in verhouding tot 1 mW bij psofometrische weging (afleesbaar op een psofometer). | |                    |                   |

1. ↑  De Engelse term is transferred (state), d.w.z. het apparaat heeft de verbinding (lus) doorgegeven aan een in serie geschakeld apparaat. Zou de verbinding zijn doorgegeven aan een parallel geschakeld apparaat, dan zou het eerste zich in de ruststand bevinden. (Een installatie moet zodanig zijn aangelegd dat slechts één apparaat tegelijk spraaksignalen kan overbrengen of ontvangen, wat inhoudt dat het apparaat op dat moment het hoofdtoestel is en de andere bijtoestellen zijn.)
2. ↑  De totale gelijkstroomweerstand tussen elke ader en aarde moet groot genoeg zijn.
3. ↑  De totale gelijkstroomweerstand op de lijn moet groot genoeg zijn.
4. ↑  De totale impedantie bij een belsignaal moet groot genoeg zijn. De frequentie van de wekspanning (belspanning) bij PSTN-lijnen van KPN Telecom is overigens altijd 25 Hz.
5. ↑  Een parallel geschakeld apparaat zou signaalverlies veroorzaken als de totale impedantie tijdens spraakcommunicatie te laag is.
6. ↑  Voor apparaten die niet bedoeld zijn om 12- en 16kHz-telimpulsen ('telefoontikken') te kunnen detecteren. Deze parameter is niet van belang voor aansluitingen op een PSTN-lijn van KPN Telecom, aangezien het KPN-netwerk sinds 2002 geen telefoontikken (50Hz-signalen) meer aanbiedt.
7. ↑  Een gelijkstroom opgewekt door het apparaat tijdens het belsignaal (bijvoorbeeld als gevolg van het gebruik van een overspanningsbeveiliging) is ongewenst omdat het dan voor de telefooncentrale kan lijken of de telefoon is opgenomen, reden waarom de totale gelijkstroom laag genoeg moet zijn.
8. ↑  De symmetrie van de aders ten opzichte van aarde moet zo goed mogelijk zijn om overspraak te voorkomen. De waarde is op twee manieren te meten, zoals aangegeven in de eerste kolom.
9. ↑  Parallel of in serie geschakelde apparaten mogen geen ongewenste stoorsignalen veroorzaken.
10. ↑  Zie ITU-T Recommendation G.117 (1996).

De uiteindelijke belastingsfactor van een apparaat is de hoogste factor die bij de metingen gevonden is, naar boven afgerond op het dichtstbijzijnde gehele getal.
Overigens is de belastingsfactor behorend bij een bepaald type en model apparaat slechts een gemiddelde, omdat de gebruikte elektrische componenten (weerstanden e.d.) een toegestane afwijking hebben, de zogenoemde tolerantie.

## Aansluitfactor
De aansluitfactor wordt bepaald door de elektrische eigenschappen van het toestel in ruststand en bij een binnenkomend gesprek, dus tijdens het rinkelen. In de meeste gebieden van Nederland mag de som van de aansluitfactoren van alle apparaten aangesloten op een PSTN-lijn niet hoger zijn dan 5.

### Berekening
De aansluitfactor kan worden berekend door eerst de volgende drie metingen te verrichten, die alle hun eigen aansluitfactor opleveren.

#### A: gelijkstroomweerstand
De gelijkstroomweerstand van het toestel in rust bepaalt allereerst aansluitfactor A, zoals weergegeven in de volgende tabel.
| Weerstand (MΩ) | Aansluitfactor A |
| -------------- | ---------------- |
| 1,0 tot 2,0    | 1,5              |
| 2,0 tot 4,0    | 1,0              |
| > 4,0          | 0,5              |

#### B: impedantie
De impedantie van het toestel bij 25 Hz in relatie tot de capaciteit van het toestel in rust bepaalt vervolgens aansluitfactor B, en wel als volgt:
| Impedantie (kΩ) bij 25 Hz | Capaciteit (µF)  | Capaciteit (µF) | Capaciteit (µF)                    |
| ------------------------- | ---------------- | --------------- | ---------------------------------- |
| Impedantie (kΩ) bij 25 Hz | ≤ 0,2            | ≤ 0,5           | ≤ 1,1                              |
| Impedantie (kΩ) bij 25 Hz | Aansluitfactor B |                 |                                    |
| 3,5 tot 6                 | 2,5              | 2,5             | 2,5                                |
| 6 tot 9                   | 2,0              | 2,0             | 2,0                                |
| 9 tot 13                  | 1,5              | 1,5             | 2,0 of 1,5 bij ≤ 0,6 µF en ≥ 12 kΩ |
| 13 tot 20                 | 1,0              | 1,0             | 1,5                                |
| > 20                      | 0,5              | 1,0             | 1,5                                |

#### C: laagste impedantie
De laagste impedantie in de spraakband, 300 tot 3400 Hz, bepaalt ten slotte aansluitfactor C volgens onderstaande tabel.
| Impedantie (kΩ) | Aansluitfactor C |
| --------------- | ---------------- |
| 15 tot 18       | 2,5              |
| 18 tot 24       | 2,0              |
| 24 tot 36       | 1,5              |
| 36 tot 50       | 1,0              |
| > 50            | 0,5              |

#### Resultaat
De uiteindelijke aansluitfactor van het apparaat is nu de hoogste factor die bij de drie metingen gevonden is, dus A, B of C.
Zoals in de tabellen hierboven te zien is, varieert de aansluitfactor van apparatuur tussen 0,5 en 2,5, zodat minimaal twee apparaten parallel op een lijn kunnen worden aangesloten om het belastingsmaximum van 5 van het openbare netwerk niet te overschrijden. De oude PTT-toestellen T65, Unifoon en Diavox hadden een aansluitfactor 2,5. De latere T88 had een aansluitfactor 1. Een T65 of ander vierdraadstoestel aangesloten volgens de tweepuntsschakeling en met uitgeschakelde bel had een aansluitfactor 0.

### Aansluitfactor per model

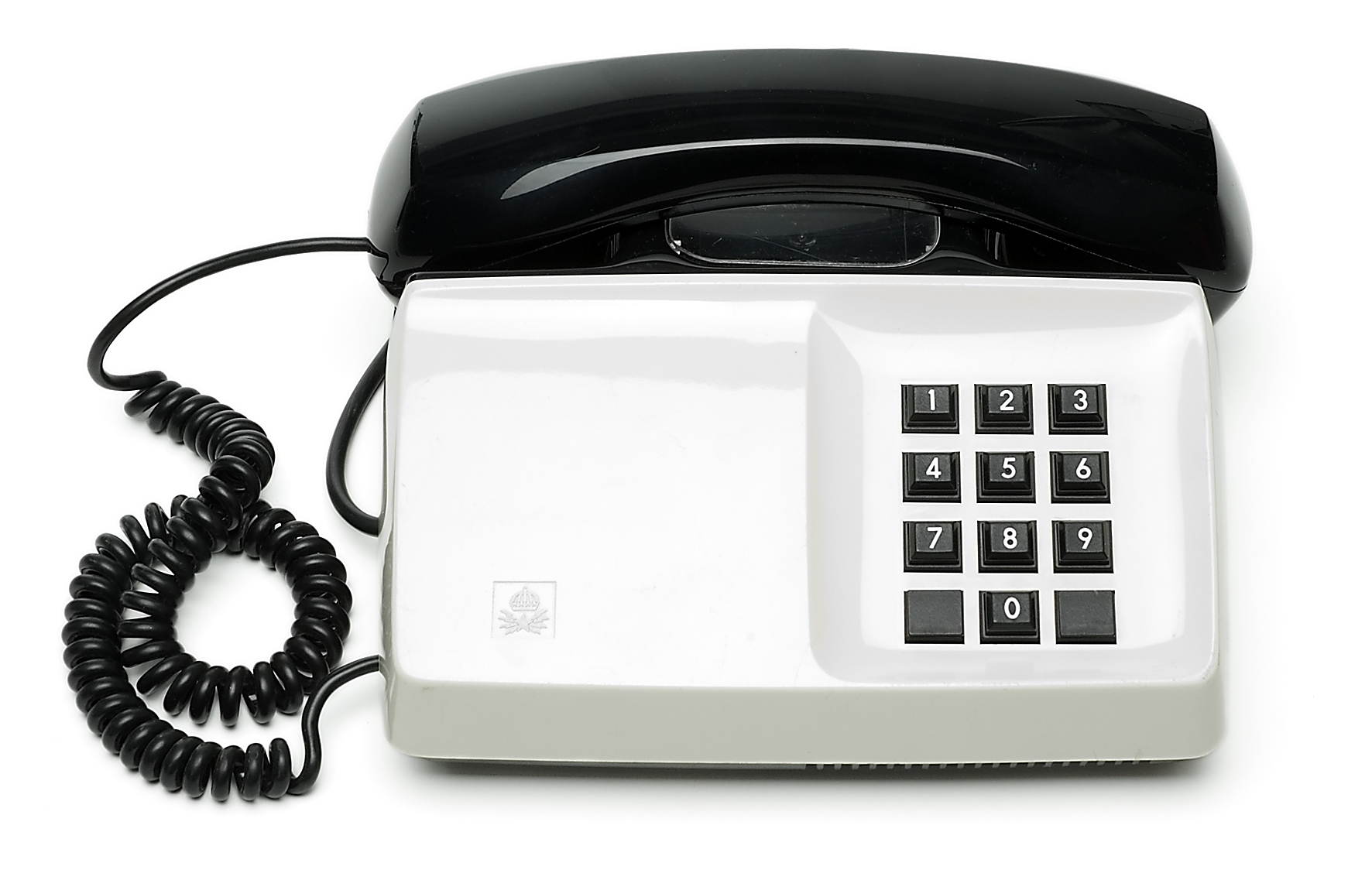
Een Diavox (gemaakt door Ericsson) met aansluitfactor 2,5

Onderstaande tabel geeft een overzicht van de aansluitfactoren van het PTT-telefoonassortiment in 1992 en bekende oudere toestellen.
| Factor | Modellen assortiment 1992 |
| ------ | --- |
| 0,5    | Malmö 4/Malmö 16 |
| 1      | Amsterdam, Cannes, Locarno, Malmö, Malta, Montreux Basic, Montreux 12, Rio 12, Sydney II, T88 NH, Vox 120 |
| 1,5    | Headvox, Helsinki 10, Locarno 16, Monza 10, Monza deluxe/speaker, Nice 10, Paris 10, Stockholm, Toronto, Twintoon plus, Twintoon 10N, Utrecht, Vox 105, Vox 122                                                       |
| 2      | Beocom 1000, Coinvox 5, Genève 12, Golf, Groningen 9, Miami 185M/585M, Napels 10, Palermo, Palermo plus, Palermo plus AT, Palermo 10, Palermo 18/18HV, Palermo 22, Torino/Torino Elite, Vox 300, Vox 500, Vox 520/530 |
| Factor | Andere toestellen van voor 1992 |
| 1      | T88, T88 N/T88 N-OV |
| 1,5    | Twintoon B Basic, Twintoon 10 IDK, Twintoon 10 IDK/KTD, Twintoon 10 TDK |
| 2      | Florence, Memofoon (diverse typen) |
| 2,5    | Diavox IDK, Diavox (S) TDK, T65 kiesschijf, T65 TDK, Unifoon IDK, Unifoon TDK |

### Goedkeuringsmerk

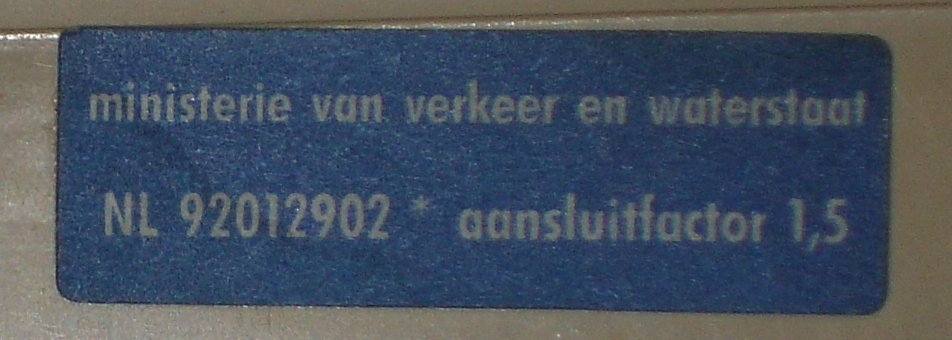
De aansluitfactor vermeld op een etiket

Vanaf 1 januari 1989 moest alle apparatuur bedoeld voor het Nederlandse openbare netwerk voorzien zijn van een goedkeuringsmerk met aansluitfactor. De datum viel samen met de privatisering van de PTT en het vrijgeven van de markt, waardoor ook andere bedrijven telefoonapparatuur mochten gaan verkopen. Bovendien mochten consumenten vanaf dat moment zelf een installatie aanleggen, waarbij zij aan de aansluitfactor konden zien hoeveel toestellen tegelijk zij op het telefoonnet konden aansluiten. Aan de fabrikanten werd echter de eis gesteld dat de apparatuur eerst moest worden gekeurd door de KEMA of het Nederlands Keuringsinstituut voor Telecommunicatieapparatuur (NKT) voordat deze in de handel mocht worden gebracht. Dat gold overigens niet voor snoeren en stekkers. De verkoop van niet-goedgekeurde apparatuur werd vanaf 1 januari strafbaar gesteld met een gevangenisstraf van ten hoogste zes maanden of een boete van 25.000 gulden. Consumenten die storingen veroorzaakten in de telefooncentrale door het gebruik van niet-goedgekeurde apparatuur konden bovendien worden afgesloten en, anders dan bij goedgekeurde apparatuur, aansprakelijk worden gesteld voor de schade. De nationale eisen waaraan de apparatuur moest voldoen om goedgekeurd te worden, waren vastgelegd in de Specificaties van conformiteit voor randapparatuur bestemd voor aansluiting op de telecommunicatie-infrastructuur. Document T 11-00 definieerde onder meer de aansluitfactor.
De wijze van aanbrengen van het goedkeuringsmerk is vastgelegd in de Uitvoeringsregeling randapparatuur. Het goedkeuringsnummer (vermeld in het keuringsrapport) alsook de aansluitfactor moeten bij apparaten gekeurd volgens de nationale technische eisen zijn aangebracht op een rechthoekig etiket in de blauwe kleur PMS 293 en in de vorm "NL 12345678 * aansluitfactor 1,2" met daarboven de tekst "ministerie van verkeer en waterstaat". Een voorbeeld van zo'n etiket is hierbij afgebeeld. In plaats van op een etiket mag het goedkeuringsmerk echter ook in reliëf op de behuizing zijn aangebracht.

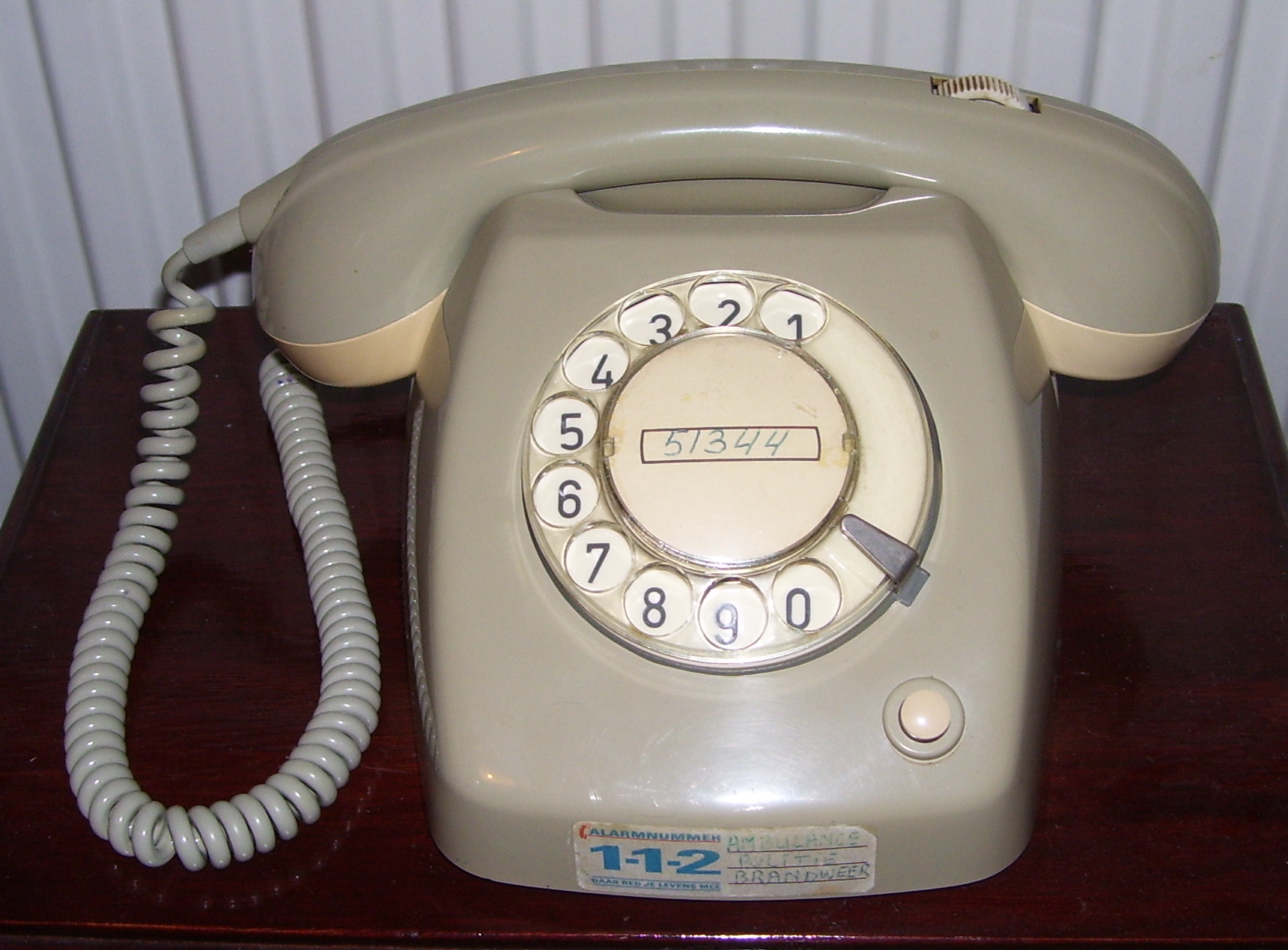
De T65, lange tijd het standaardmodel van de PTT, had aansluitfactor 2,5
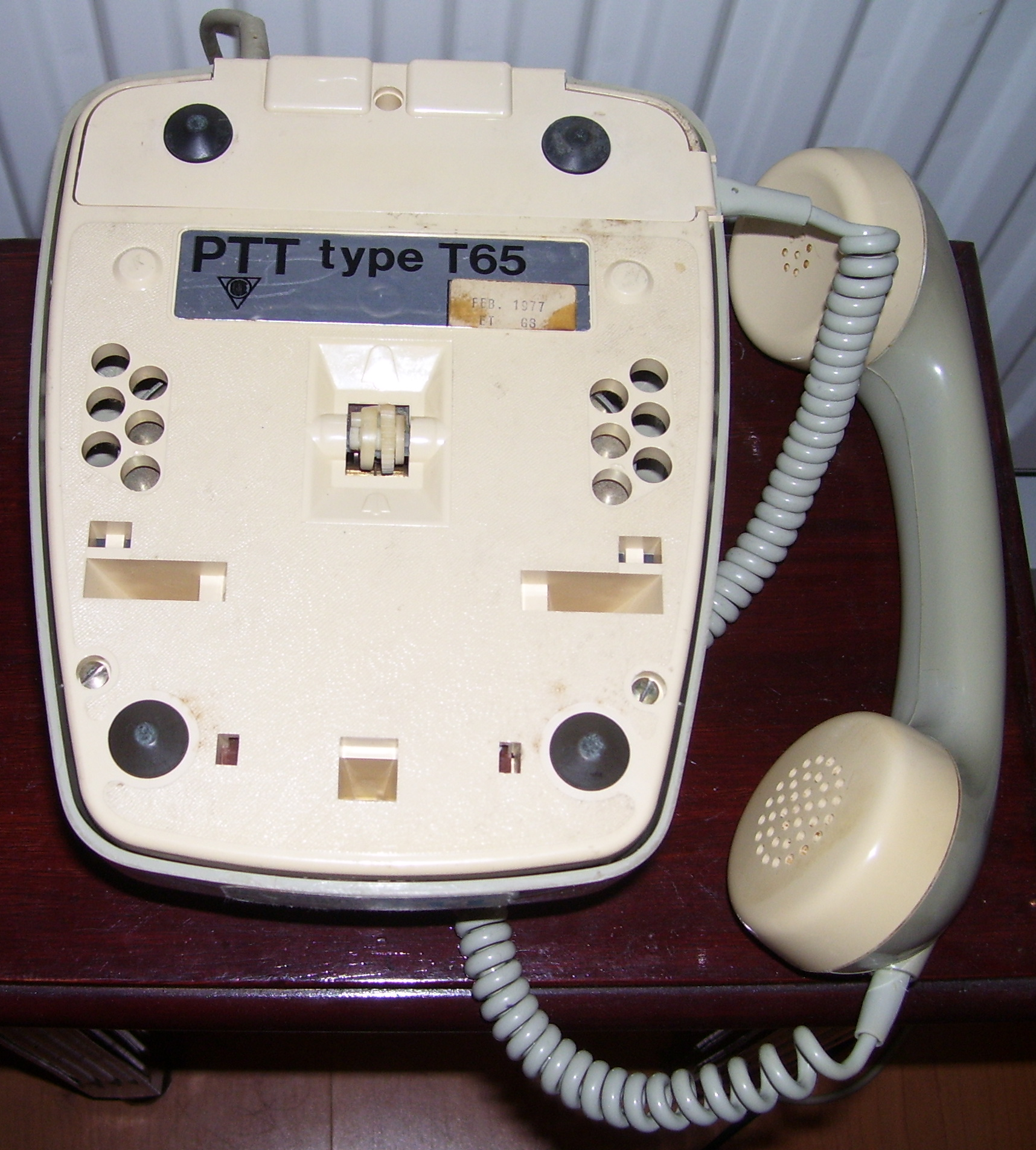
In 1977, het jaar waaruit dit exemplaar dateert, was een blauw etiket met de aansluitfactor echter nog niet verplicht
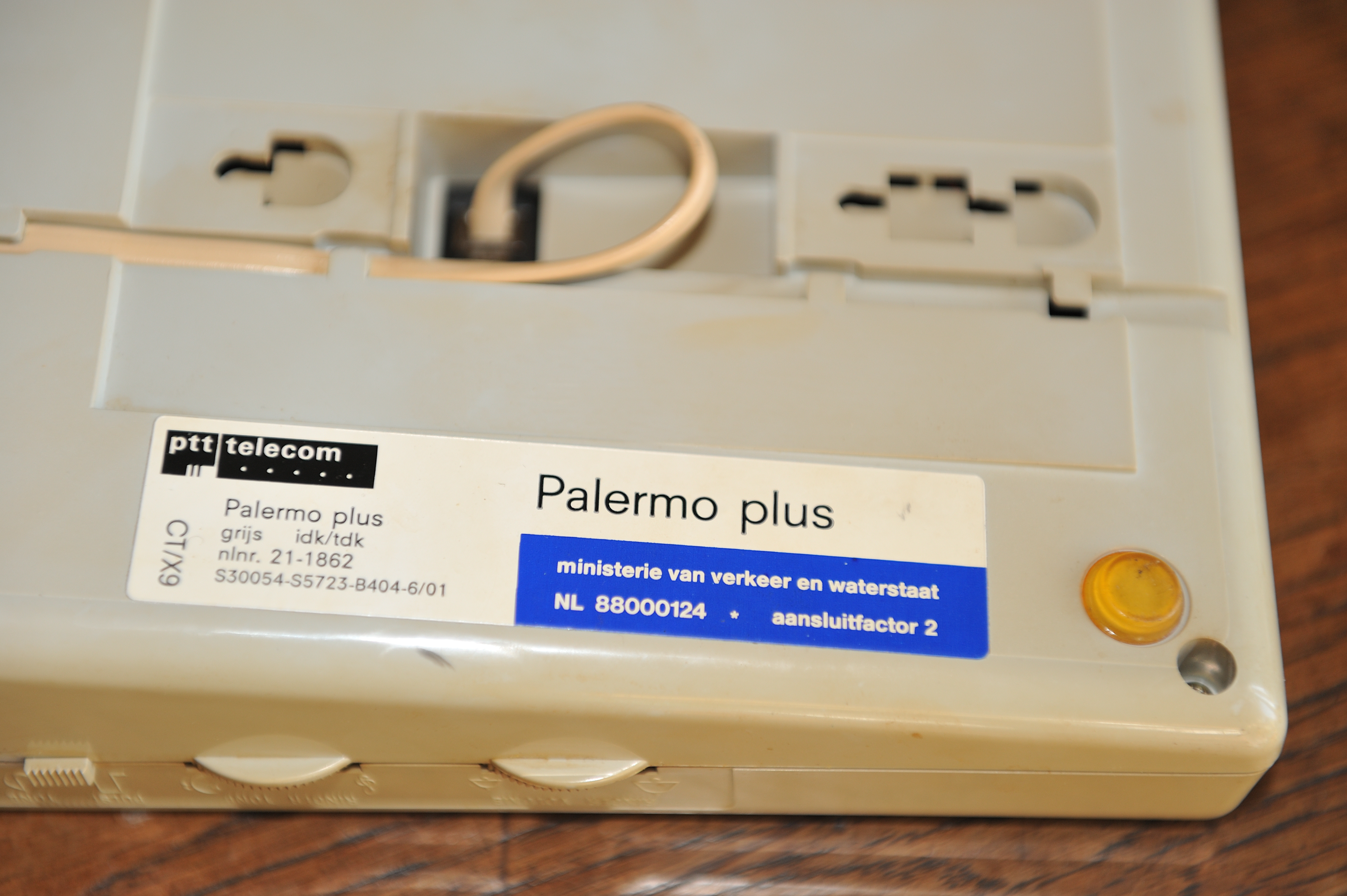
Goedkeuringsmerk met aansluitfactor op de onderzijde van een Palermo plus van PTT Telecom (1990)

## Verband tussen belastings- en aansluitfactor
Na de invoering van de term belastingsfactor was het voor consumenten van belang te weten hoe zij de op hun (oudere) toestellen aangegeven aansluitfactor moesten omrekenen naar de belastingsfactor, omdat het Nederlandse netwerk vereist dat de belastingsfactor van 125 (zie hieronder) niet wordt overschreden. In de praktijk wordt de volgende formule gebruikt om de aansluitfactor om te rekenen naar de belastingsfactor:
{\displaystyle belastingsfactor=aansluitfactor\times 25}
Omgekeerd geldt uiteraard de omgekeerde berekening:
{\displaystyle aansluitfactor={\frac {belastingsfactor}{25}}}
Europese PSTN-lijnen moeten minimaal een belastingsfactor 100 aankunnen, de willekeurig gekozen schaal waarmee door het Europees Telecommunicatie en Standaardisatie Instituut (ETSI) wordt gerekend. Het getal 125 van het Nederlandse KPN-netwerk komt voort uit de berekening van de netwerkcapaciteit volgens de ETSI-norm. Slechts drie van de ETSI-parameters zijn in de Nederlandse situatie doorslaggevend: de gelijkstroomweerstand, de laagste impedantie bij 25 Hz (de gebruikte frequentie van het belsignaal) en de laagste impedantie in de spraakband (0,3-3,4 kHz). De waarden voor deze drie zijn aldus:
- De minimaal vereiste gelijkstroomweerstand is ongeveer 400 kΩ, wat zich laat vertalen in een belastingsfactor van 250.
- De minimaal vereiste impedantie bij 25 Hz is ongeveer 2 kΩ, wat zich laat vertalen in een belastingsfactor van 200.
- De minimaal vereiste impedantie voor 0,3-3,4 kHz is ongeveer 7,5 kΩ, wat zich laat vertalen in een belastingsfactor van 130.
- De enige andere cruciale parameter is de gelijkstroom tijdens het rinkelen, waarvan de toegestane maximale waarde ongeveer 0,75 mA is, wat zich laat vertalen in een belastingsfactor van 125. Van de resterende parameters is de waarde ten minste 125.

Uit dit alles volgt dat het belastingsmaximum van de KPN-lijn (d.w.z. de uiteindelijke belastingsfactor) gesteld kan worden op 125, zijnde de laagste gevonden waarde, naar beneden afgerond op het dichtstbijzijnde gehele getal. Het is om deze reden dat een aansluitfactor 5 gelijkgesteld is aan een belastingsfactor 125.